# Miss Kittin
Miss Kittin, de son vrai nom Caroline Hervé (née le 16 juillet 1973 à Grenoble, en Isère), est une musicienne, autrice-compositrice-interprète, productrice et disc jockey française de musique électronique. Elle se fait connaître à partir de 1998 avec les singles 1982 et Frank Sinatra,, réalisés en collaboration avec The Hacker et considérés comme des classiques du genre electroclash,. Suivent en 2001 des collaborations : Rippin Kittin avec Golden Boy ou encore Silver Screen Shower Scene avec Felix da Housecat. 
Ses premiers morceaux avec The Hacker sont compilés dans un premier album en 2001 : First Album. Son premier album solo, I Com, sort quant à lui en 2004 sur son propre label Nobody's Bizzness. Elle compte quatre autres albums depuis : BatBox en 2008, Calling from the Stars en 2013, Cosmos en 2018 et Third Album en 2022.

## Biographie

### Débuts
Petite-fille du dessinateur de presse André Harvec, Caroline Hervé naît le 16 juillet 1973 à Grenoble. Sa famille est assez portée sur la musique, écoutant Genesis, Supertramp, Miles Davis, Philadelphia Sound, Maria Callas, Vivaldi, Pink Floyd et les Beatles notamment. Elle s'essaie au piano à 6 ans en reproduisant ce qu'elle entend à la radio, puis se fait offrir des cours qu'elle abandonne néanmoins deux années plus tard. Parallèlement, elle apprend le ballet dès 5 ans, activité qu'elle continuera à pratiquer jusqu'à ses 22 ans. Titulaire du baccalauréat B en 1990, elle commence ses études aux Beaux Arts de Marseille en 1991 puis à l'école supérieure d'art de Grenoble de 1993 à 1994. Elle achève son cycle en étudiant le design graphique à l'école supérieure d'art et de design d'Amiens en 1995,,.
Miss Kittin se met au DJing dans les années 1990. C'est l'époque des premières raves où elle rencontre un autre grenoblois The Hacker (Michel Amato) cofondateur du label Goodlife. Ils sortent des EP : gratin dauphinois, Tekmics Dicks, Vaudeville et ne tardent pas à signer chez DJ Hell,. Celui-ci joue déjà un club tape de leur titre démo Frank Sinatra. Fondateur du label allemand International Deejay Gigolo Records (associé au français David Caretta), DJ Hell sort leur EP Champagne en 1997, et DJ Westbam]clôt bientôt la Love Parade avec leur titre 1982 devant un million de personnes.

### Années 2000
Après une tournée européenne, le First Album de Miss Kittin and the Hacker sort en 2001. Ses morceaux sont froids et stricts, proches de la new wave synthétique, percussifs, répétitifs, et dansants, directement issus de l'EBM (The Neon Judgement, The Young Gods), la new beat, la techno, en particulier celle de Détroit (Drexciya) et l'electronica (Dopplereffekt). Ce sont les prémices de l'Electroclash qui réunissent tous ces courants sur un rythme soutenu et provocant. Les paroles sont crues, et glaciales, innocentes et désabusées à la fois. Adoptée par la scène underground genevoise (Mental Groove) pendant 5 ans, Miss Kittin s'installe ensuite à Berlin, ville où est né ce genre de Techno, minimaliste, propre et trash à la fois.
Via la scène de Berlin, Miss Kittin devient une égérie de la scène Techno underground. Elle est sollicitée pour de nombreux duos, avec Felix da Housecat, Sven Väth et Golden Boy. En 2002, elle sort aussi des compilations sous son propre nom (Miss Kittin on the Road), puis un autre mix fait maison sur lequel elle pose sa voix parlée (Radio Caroline vol.1) sur le modèle des cassettes audios qu'elle faisait pour ses amis. Elle s'envole pour une tournée américaine avec The Hacker. Un clip de 1982 tourne sur MTV, des prestations live sont également retransmises, comme à la méga rave Mayday à Dortmund. Elle revient avec des chansons dans ses cartons, et s'entoure alors de producteurs allemands : Tobi Neumann et Thies Mynther aka « Glove ». Elle crée son label Nobody's Bizzness et son second album : I Com. Le style de l'album varie sous différents genre : electro, techno, ambient, techno minimale, deep house, Miami bass. Les arrangements sont soignés et sonnent IDM (lié à l'experimental), avec toutefois un son et une attitude plus rock et glam rock, le tout dans un format de chanson pop (couplet-refrain), vaste ensemble d'ingrédients propres à l'electroclash. The Hacker signe néanmoins un titre sur cet album Soundtrack of Now, nommé aux Victoires de la musique 2005.
Son titre Rippin Kittin (featuring sur un morceau de Golden Boy) est remixé par Ellen Allien ; 1982 sort sur une compilation, dans une version remixée par Vitalic, tandis qu'elle remixe Alles Sehen d'Ellen Allien. Elle collabore également avec Steve Bug pour le titre Painkiller.
Elle participe à plusieurs DJ mixes, aux Nuits sonores de Lyon en 2006, 2007 et 2009, jusqu'au Volar de HongKong ou encore le Womb de Tokyo. Vitalic se produit de temps en temps avec elle comme au Fuse Festival (Bruxelles), ou au Printemps de Bourges. En 2006 sort le live de son set au festival Sonar à Barcelone, publié à nouveau sur un major. Pour l'occasion, elle remixe ses propres titres tels que Requiem for a Hit, Stock Exchange, Happy Violentine, parmi des morceaux d'Aphex Twin, Modeselektor, et Boom Bip. Sa voix pop haut perchée, en delay sur des passages ambiant et électronique contraste avec les morceaux plus techno ou miami bass, et rend cet album plus accessible, la faisant ainsi connaître auprès d'un plus large public. Quelques mois plus tard, elle sort également sur le label londonien Resist une compilation de deux CD mix lié au club Bugged Out.

### Depuis les années 2010

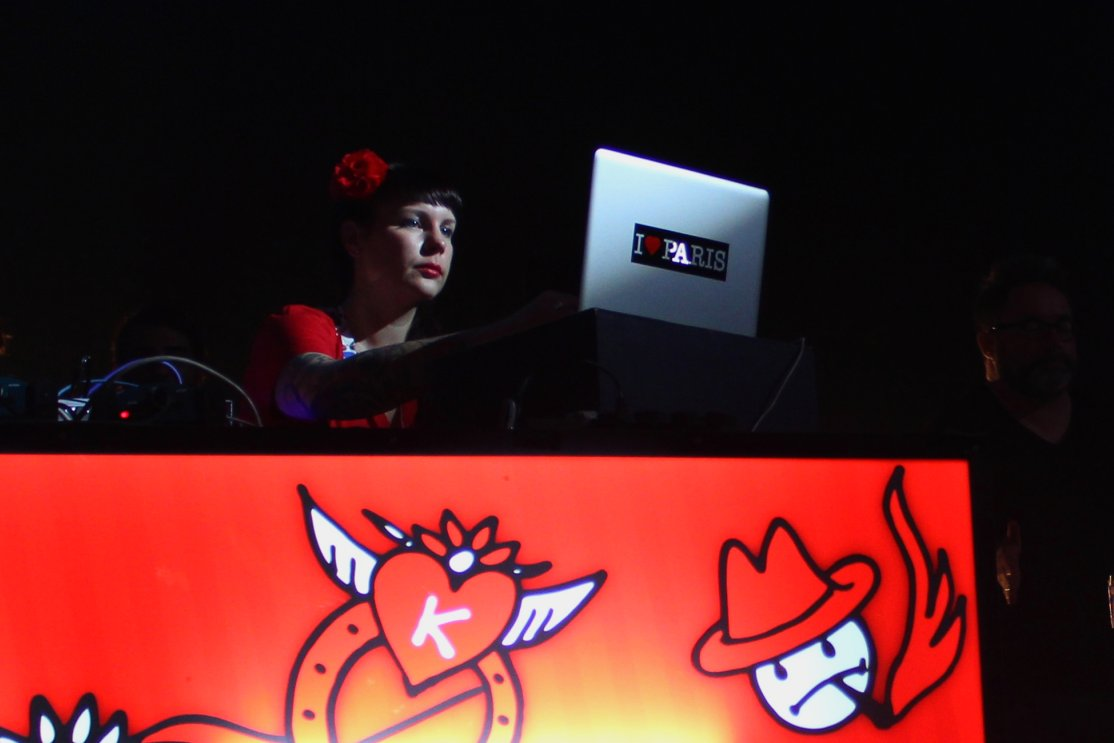
Miss Kittin en juin 2010 à Paris.

Le 26 juin 2010, elle assure la première partie du groupe Indochine au stade de France, juste après les Wampas, puis se rend à l'hippodrome de Longchamp où elle mixe pour les festivaliers des Solidays. Elle sort Calling from the Stars en avril 2013, un double album de 23 nouvelles chansons.
En 2018, elle publie son premier album-concept Cosmos sous le simple nom de Kittin le 2 novembre. Il s'agit d'une bande-son continue sans pause ni silence. Plus tard, un nouvel album sort sous le titre Third Album en 2022.

## Discographie notable
- 2001 : First Album (avec The Hacker) (Gigolo-Records)
- 2001 : Miss Kittin on the Road (Terminal)
- 2001 : My Voice (avec Justin Berkovi) -(Predicaments)
- 2001 : Radio Caroline (Mental Groove Records)
- 2001 : The Beach (Mental Groove Records)
- 2001 : My Radio (Mixtape)
- 2001 : I Com (NovaMute[14])
- 2001 : Mixin Me (Labels)
- 2005 : Radio Caroline 3 (bootleg) (Mental Groove Records)
- 2006 : Live at Sonar (NovaMute)
- 2006 : Bugged Out Presents Miss Kittin (Resist)[20]
- 2007 : BatBox (Nobodys Bizzness)[14]
- 2009 : Two (avec The Hacker) (Nobodys Bizzness)
- 2013 : Calling from the Stars (wSphere)
- 2018 : Cosmos (Dark Entries Records)
- 2022 : Third Album (avec The Hacker) (Nobody's Bizzness)